# Folkmar Bornemann
Folkmar A. Bornemann (* 28. Mai 1967 in Berlin) ist ein deutscher Professor für Mathematik an der TU München.

## Leben
Von 1986 bis 1989 studierte Folkmar Bornemann die Fächer Mathematik und Physik an der Freien Universität Berlin. 1989 schloss er sein Studium in Mathematik mit Diplom ab und promovierte 1991 bei Peter Deuflhard an der FU Berlin (An Adaptive Multi-level Approach to Parabolic Equations in Two Space Dimensions). Im Jahre 1997 habilitierte er sich.
1990 wurde Bornemann Forschungsassistent am Konrad-Zuse-Zentrum Berlin und 1992 wissenschaftlicher Assistent an der  Freien Universität Berlin. Von 1994 bis 1998 leitete er das Zentrum für Numerical Analysis and Modelling am Konrad-Zuse-Zentrum. Zudem war Bornemann von 1996 bis 1997 Gastforscher am Courant Institute for Mathematical Sciences an der New York University.
Seit 1998 ist Folkmar Bornemann Professor für numerische Mathematik und wissenschaftliches Rechnen an der Technischen Universität München. Zudem war er  von 2004 bis 2007 Studiendekan an der Fakultät für Mathematik.

## Auszeichnungen
- 1990: Tiburtius-Preis des Landes Berlin
- 1992: Ernst-Reuter-Preis der FU Berlin
- 2002: Gewinner der 100-Digit Challenge der Society of Industrial and Applied Mathematics[3]

## Schriften
- Folkmar Bornemann: Homogenization in Time of Singularly Perturbed Mechanical Systems. Springer, Berlin 1998, ISBN 3-540-64447-4.
- Peter Deuflhard, Folkmar Bornemann: Scientific Computing with Ordinary Differential Equations. Springer, New York 2002, ISBN 0-387-21582-4.
- F. Bornemann, D. Laurie, S. Wagon: The SIAM 100-digit challenge: a study in high-accuracy numerical computing. SIAM, 2004, ISBN 0-89871-561-X.
- F. Bornemann: Numerical linear algebra: a concise introduction with Matlab and Julia. Springer, Berlin 2018, ISBN 978-3-319-74221-2.
- Folkmar Bornemann, Dirk Laurie, Stan Wagon, Jörg Waldvogel: Vom Lösen numerischer Probleme. Springer, Berlin 2006, ISBN 3-540-34114-5.
- Folkmar Bornemann: Konkrete Analysis. Springer, Berlin 2008, ISBN 978-3-540-70854-4.
- Folkmar Bornemann: Funktionentheorie. Springer, Berlin 2013, ISBN 978-3-0348-0472-1.
- F. Bornemann, P. J. Forrester, A. Mays: Finite size effects for spacing distributions in random matrix theory: circular ensembles and Riemann zeros. In: Stud. Appl. Math. Band 138, 2017, S. 401–437.
- F. Bornemann: On the Numerical Evaluation of Fredholm Determinants. In: Math. Comp. Band 79, 2010, S. 871–915.
- F. Bornemann, T. März: Fast Image Inpainting Based on Coherence Transport. In: J. Math. Imag. Vis. Band 28, 2007, S. 259–278.
- F. Bornemann, P. Deuflhard: The Cascadic Multigrid Method for Elliptic Problems. In: Numer. Math. Band 75, 1996, S. 135–152.